# Гастоне Москін
Гасто́не Москі́н (італ. Gastone Moschin; 8 червня 1929, Сан-Джованні-Лупатото, Королівство Італія — 4 вересня 2017, Терні, Італія) — італійський актор театру кіно та телебачення.

## Життєпис
Після закінчення Академії драматичного мистецтва в Римі (нині — Національна академія драматичного мистецтва Сільвіо Д'Аміко, італ. Accademia Nazionale d'Arte Drammatica Silvio D'Amico), в 1955 році Гастоне Москін дебютував на театральній сцені як актор в чеховському «Іванові» режисера М. Ферреро в Сталому театрі (італ. Сталий театр) в Генуї, де до 1958 року він грав різнопланові ролі, часто під керівництвом Луїджі Скварцина. Згодом він почав співпрацювати з Театром Пікколо (італ. Piccolo Teatro) в Мілані, де грав, зокрема, ролі в постановках Джорджо Стрелера.
У другій половині 1950-х років Гастоне Москін почав з'являтися в художніх фільмах і на телебаченні. Велику популярність у глядачів здобув після зіграної ним ролі Рамбальдо Меландрі, одного з героїв культового фільму Маріо Монічеллі «Мої друзі» (1975). У 1986 році за цю роль у третій частині трилогії здобув другу «Срібну стрічку» від Італійського національного синдикату кіножурналістів як найкращий актор другого плану. Вперше актор отримав цю нагороду у 1967 році за роль Освальдо Бізігато у фільму П'єтро Джермі «Пані та панове» (1966).
Гастоне Москін за час своєї кінокар'єри знявся у понад 100 кіно- та телефільмах і співпрацював з такими відомими італійськими режисерами, як Джуліано Монтальдо, Даміано Даміані, Дуччо Тессарі, Флорестано Ванчіні, Мауро Болоньїні, Серджо Корбуччі, Маріо Камеріні, Альберто Латтуада, Ліна Вертмюллер та ін. У 1974 році він знявся у фільмі Френсіса Форда Копполи «Хрещений батько 2», де зіграв роль Дона Фануцці. Останні акторські роботи Москіна датуються 2000 та 2001 роками, коли він взяв участь у перших двох сезонах телесеріалу «Дон Маттео» та в серіалі «Ви сильний, Маестро». Після цього він остаточно завершив акторську кар'єру.
Гастоне Москін помер у віці 88 років 4 вересня 2017 року в лікарні Санта-Марія вТерні, куди він був госпіталізований за кілька днів до того. Про смерть Москіна повідомила у Facebook його донька Еммануела Москін, написавши: «Прощай тату, для мене ти був усім» (італ. Addio papà, per me eri tutto).

## Фільмографія (вибіркова)

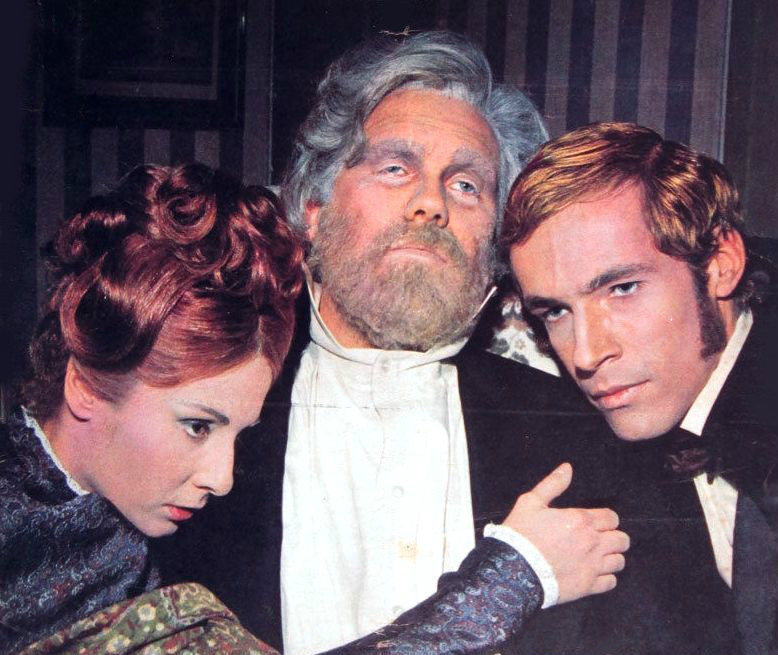
У телесеріалі «Знедолені», 1964

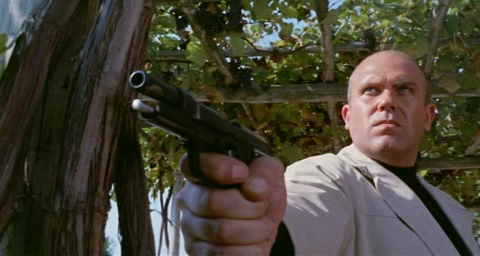
У фільмі «Міланський калібр 9», 1972

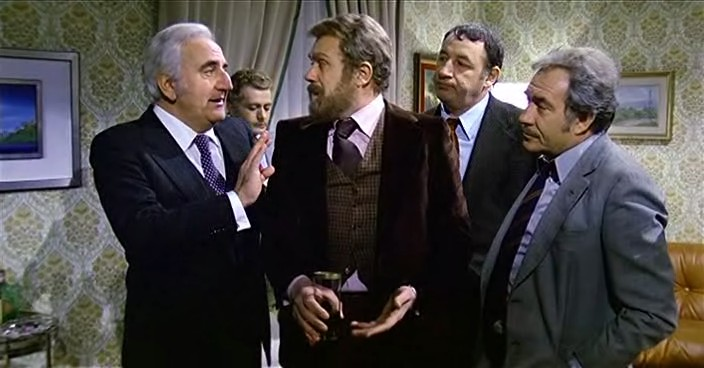
У фільмі «Мої друзі», 1975

Ролі в кіно
| Рік  |   | Українська назва                                                   | Оригінальна назва                                                  | Роль                                     |
| ---- | - | ------------------------------------------------------------------ | ------------------------------------------------------------------ | ---------------------------------------- |
| 1959 | ф | Зухвалий наскок невідомих зловмисників                             | Audace colpo dei soliti ignoti                                     | Альфредо, продавець книг                 |
| 1961 | ф | Як добре жити                                                      | Che gioia vivere                                                   | священик                                 |
| 1961 | ф | Стрільба по блюдечках                                              | Tiro al piccione                                                   | Паскуіні                                 |
| 1962 | ф | Буремні роки                                                       | Gli anni ruggenti                                                  | Карміне Пассанте                         |
| 1962 | ф | Важка любов                                                        | L'amore difficile                                                  | Марешалло(епізод «Змія»)                 |
| 1963 | ф | Венеційський пекар                                                 | Il fornaretto di Venezia                                           | радник Гарцоні                           |
| 1963 | ф | Возз'єднання                                                       | La rimpatriata                                                     | Торо                                     |
| 1963 | ф | Успіх                                                              | Il successo                                                        | брат Джуліо                              |
| 1964 | ф | Відвідувач                                                         | La visita                                                          | Ренато Джуссо                            |
| 1964 | ф | Кохання на чотири сезони                                           | Amore in 4 dimensioni                                              | чоловік (епізод «Любов і життя»)         |
| 1964 | ф | Позашлюбний                                                        | Extraconiugale                                                     | Луїджі (епізод «Душ»)                    |
| 1964 | ф | Сто вершників                                                      | I cento cavalieri                                                  | брат Кармело                             |
| 1964 | ф | Ряджений месник                                                    | Il vendicatore mascherato                                          |                                          |
| 1965 | ф | Берлін, місце зустрічі шпигунів                                    | Berlino - Appuntamento per le spie                                 | Борис                                    |
| 1965 | ф | Семеро золотих чоловіків                                           | 7 uomini d'oro                                                     | Адольф                                   |
| 1965 | ф | Пані та панове                                                     | Signore & signori                                                  | Освальдо Бізігато                        |
| 1966 | ф | Сезони нашого кохання                                              | Le stagioni del nostro amore                                       | СКарло Ді Джусті, «Танкреді»             |
| 1966 | ф | Сім золотих чоловіків завдають удару у відповідь                   | Il grande colpo dei 7 uomini d'oro                                 | Адольф                                   |
| 1966 | ф | Феї                                                                | Le Fate                                                            | доктор Альдіні (епізод «Відьма Арменія)» |
| 1967 | ф | Найдревніша професія у світі                                       | Le plus vieux métier du monde                                      | Флавій (епізод «Римські вечори»)         |
| 1967 | ф | Легкий курок                                                       | Du mou dans la gâchette                                            | Джо Лагерр                               |
| 1967 | ф | Гарем                                                              | L'harem                                                            | Джанні                                   |
| 1968 | ф | Таємна поліція Італії                                              | Italian Secret Service                                             | адвокат Рамірес                          |
| 1968 | ф | Вночі вона вимушена... красти                                      | La notte è fatta per... rubare                                     |                                          |
| 1968 | ф | Так, синьйор                                                       | Sissignore                                                         | адвокат                                  |
| 1968 | ф | Сім на сім                                                         | Sette volte sette                                                  | бенджамін Бартон                         |
| 1968 | ф | Японська дружина                                                   | La moglie giapponese                                               |                                          |
| 1969 | ф | Куди ти йдеш голий?                                                | Dove vai tutta nuda?                                               | Президент                                |
| 1969 | ф | Фахівець                                                           | Gli specialisti                                                    | шериф                                    |
| 1970 | ф | Конформіст                                                         | Il conformista                                                     | Манганелло                               |
| 1970 | ф | Концерт для одного пістолета                                       | Concerto per pistola solista                                       | сержант Алоїз Торп                       |
| 1970 | ф | Ніні Тірабушо: жінка, яка вигадала рух                             | Ninì Tirabusciò, la donna che inventò la mossa                     | Маріотті, представник поліції            |
| 1971 | ф | Мій батько — синьйор                                               | Mio padre Monsignore                                               | Дон Альваро                              |
| 1971 | ф | Хороший Рим                                                        | Roma bene                                                          | монсеньйор                               |
| 1971 | ф | Я не бачу, ви не розмовляєте, він не відчуває                      | Io non vedo, tu non parli, lui non sente                           | Метелло Боттацці                         |
| 1971 | ф | Кімната 17-17, фінансова установа, податковий відділ               | Stanza 17-17 palazzo delle tasse, ufficio imposte                  | Джамбаттіста Рантегін                    |
| 1972 | ф | Насильство: П'ята влада                                            | La violenza: Quinto potere                                         | Колоннезі, захисник                      |
| 1972 | ф | Міланський калібр 9                                                | Milano calibro 9                                                   | Уго П'яцца                               |
| 1972 | ф | Розлучення                                                         | Causa di divorzio                                                  | адвокат                                  |
| 1972 | ф | Дон Камілло VI                                                     | Don Camillo e i giovani d'oggi                                     | Дон Камілло                              |
| 1972 | ф | Фіоріна                                                            | Fiorina la vacca                                                   | Руцанте                                  |
| 1973 | ф | Убивство Маттеотті                                                 | Il delitto Matteotti                                               | Філіппо Тураті                           |
| 1973 | ф | Паоло гарячий                                                      | Paolo il caldo                                                     | дядько Едмондо                           |
| 1974 | ф | Льотна команда                                                     | Squadra volante                                                    | Марсельєза                               |
| 1974 | ф | Нічний комісаріат                                                  | Commissariato di notturna                                          | комісар Еміліано Борджіні                |
| 1974 | ф | Хрещений батько 2                                                  | The Godfather: Part II                                             | Дон Фануцці                              |
| 1974 | ф | І починається запаморочлива подорож                                | E cominciò il viaggio nella vertigine                              | Бейлін                                   |
| 1974 | ф | Еротоман                                                           | L'erotomane                                                        | Родольфо Персікетті                      |
| 1975 | ф | Мої друзі                                                          | Amici miei                                                         | Рамбальдо Меландрі                       |
| 1975 | ф | Жінка у вікні                                                      | Une femme à sa fenêtre                                             | Прімукіс                                 |
| 1977 | ф | Дружина-коханка                                                    | Mogliamante                                                        | Вінченцо                                 |
| 1978 | ф | Поліцейський без страху                                            | Poliziotto senza paura                                             | Карл Копер                               |
| 1980 | ф | Лев пустелі                                                        | Lion of the Desert                                                 | майор Томеллі                            |
| 1980 | ф | Попутники                                                          | La compagna di viaggio                                             | барон                                    |
| 1980 | ф | Врятуй себе, якщо хочеш                                            | Si salvi chi vuole                                                 |                                          |
| 1981 | ф | Карлота: Кохання… отрута                                           | Carlota: Amor es... veneno                                         | Чарлі                                    |
| 1982 | ф | Мої друзі, частина 2                                               | Amici miei - Atto II°                                              | Рамбальдо Меландрі                       |
| 1983 | ф | Міські птахи                                                       | Pájaros de ciudad                                                  |                                          |
| 1983 | ф | Жарт долі, що підстерігає в засідці, немов бандит з великої дороги | Scherzo del destino in agguato dietro l'angolo come un brigante da | міністр внутрішніх справ                 |
| 1985 | ф | Мої друзі, частина 3                                               | Amici miei - Atto III°                                             | Рамбальдо Меландрі                       |
| 1985 | ф | Голка в серці                                                      | Una spina nel cuore                                                | доктор Трігона                           |
| 1987 | ф | Підкаблучник в океані                                              | Com'è dura l'avventura                                             | Орест Ракка                              |
| 1988 | ф | Ріміні, Ріміні — рік потому                                        | Rimini Rimini — Un anno dopo                                       | Формігоні («Купіть його»)                |
| 1991 | ф | Жінки в спідницях                                                  | Donne con le gonne                                                 |                                          |
| 1992 | ф | Не називайте мене Омар                                             | Non chiamarmi Omar                                                 | Омар Тавоні, хірург                      |
| 1996 | ф | Безбожні чарівники                                                 | I magi randagi                                                     | Дон Грегоріо                             |
| 1997 | ф | Порзус                                                             | Porzûs                                                             | Старий Ґеко                              |
| 1997 | ф | Великий дуб                                                        | La grande quercia                                                  |                                          |

Ролі на телебаченні
| Рік  |    | Українська назва                        | Оригінальна назва                     | Роль              |
| ---- | -- | --------------------------------------- | ------------------------------------- | ----------------- |
| 1963 | с  | Млин По                                 | Il mulino del Po                      | Фратоньйоне       |
| 1963 | тф | Мертві душі                             | Le anime morte                        |                   |
| 1963 | с  | Знедолені                               | I miserabili                          | Жан Вальжан       |
| 1977 | тф | Рокові яйця                             | Uova fatali                           | професор Персиков |
| 1977 | с  | Хрещений батько: Новела для телебачення | The Godfather: A Novel for Television | Дон Фануччі       |
| 1984 | тф | Мелодрама Melodramma                    | Альдо Скотті                          |                   |
| 1991 | тф | Різниця                                 | Les ritals                            | Люві              |
| 2000 | с  | Дон Маттео                              | Don Matteo                            | єпископ           |

## Визнання
| Нагороди та номінації Гастоне Москіна             | Нагороди та номінації Гастоне Москіна           | Нагороди та номінації Гастоне Москіна | Нагороди та номінації Гастоне Москіна |
| Рік                                               | Категорія                                       | Фільм                                 | Результат                             |
| ------------------------------------------------- | ----------------------------------------------- | ------------------------------------- | ------------------------------------- |
| Італійський національний синдикат кіножурналістів |                                                 |                                       |                                       |
| 1967                                              | «Срібна стрічка» за найкращу роль другого плану | Пані та панове                        | Перемога                              |
| 1986                                              | «Срібна стрічка» за найкращу роль другого плану | Мої друзі, частина 3                  | Перемога                              |
| 1998                                              | «Срібна стрічка» за найкращу роль другого плану | Порзус                                | Номінація                             |
| Італійська онлайн кінопремія                      |                                                 |                                       |                                       |
| 2007                                              | Премія за кар'єру                               | Премія за кар'єру                     | Перемога                              |